# Patricia Tallman
Patricia J. Tallman (4 de septiembre de 1957) es una actriz estadounidense, conocida sobre todo por su interpretación de Bárbara en la película La noche de los muertos vivientes (1990) y de la telépata Lyta Alexander en la serie de televisión Babylon 5.

## Biografía
Es hija del locutor de radio Jerry Tallman y estuvo casada hasta 2008 con el actor Jeffrey Willerth (también de Babylon 5) con quien tiene un hijo: Julian.
Además de actriz, Patricia es también es especialista, trabajo que ha desempeñado en películas tan populares como Parque Jurásico (como doble de Laura Dern) o Godzilla.

## Carrera
Fue la protagonista junto al actor Tony Todd en el remake La noche de los muertos vivientes que dirigió Tom Savini. Este fue el papel que hizo que J. Michael Straczynski pensara en ella para el papel de Lyta Alexander en la película piloto de Babylon 5, que fue continuada en la serie del mismo nombre que siguió a esa película.
En televisión ha trabajado también en el serie Generations, y en varias series de la franquicia Star Trek o en capítulos sueltos de la serie Sin Rastro. También puso rostro (solo apareció en fotografía) a la hermana melliza de Justine Cooper, la mata vampiros de la serie Angel.
Sus últimos papeles han sido en las películas Dead Air y InAlienable.

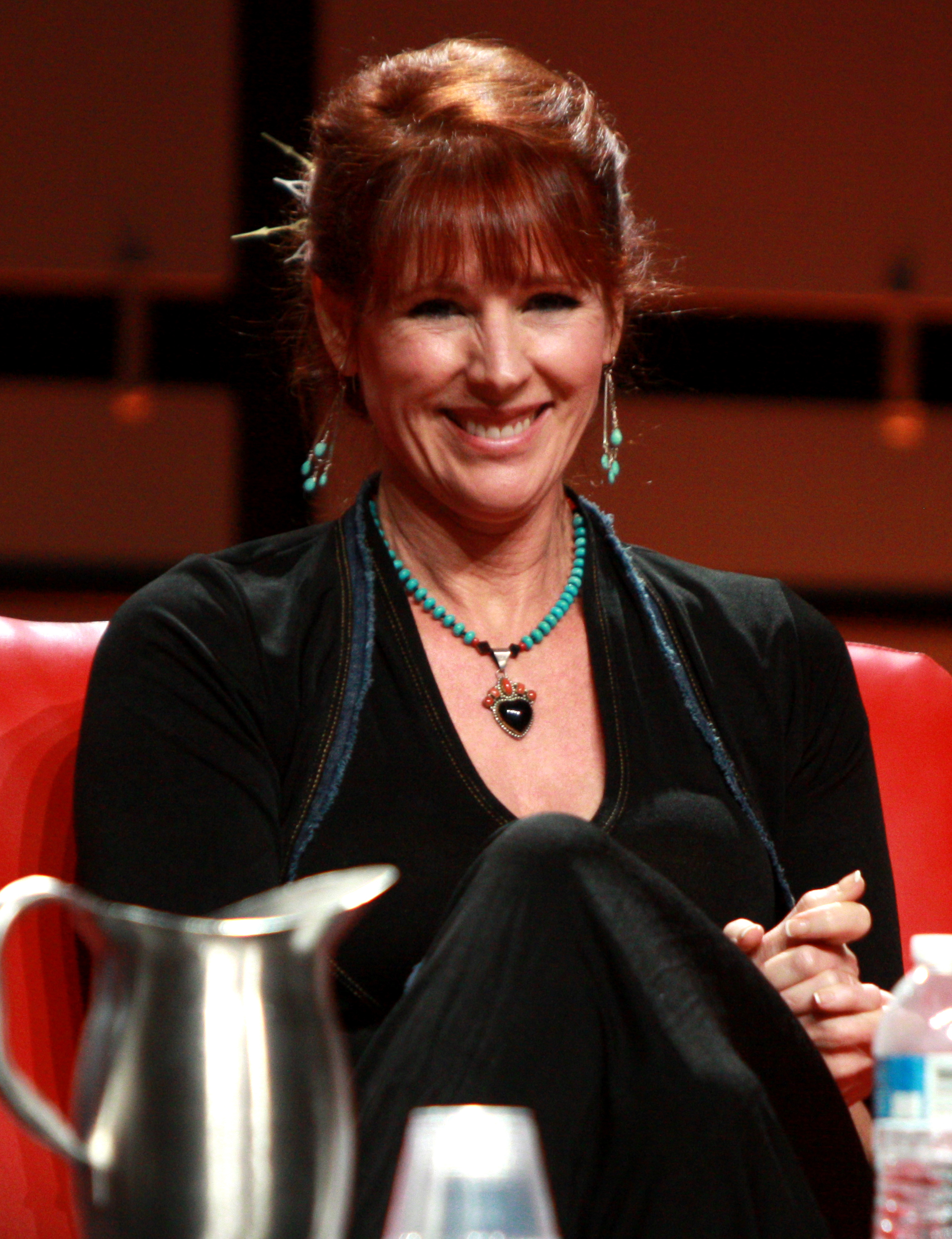
Tallman en 2013

## Filmografía (Selección)
| Año       | Título                            | Título original          | Papel          | Notas        |
| --------- | --------------------------------- | ------------------------ | -------------- | ------------ |
| 1981      | Los Caballeros de la Moto         | Knightriders             | Julie Dean     |              |
| 1990      | La noche de los muertos vivientes | Night of the Living Dead | Barbara        |              |
| 1992      | El ejército de las tinieblas      | Army of Darkness         | Bruja poseída  |              |
| 1993-1998 | Babylon 5                         | Babylon 5                | Lyta Alexander | 48 episodios |
| 1998      | Babylon 5: Thirdspace             | Babylon 5: Thirdspace    | Lyta Alexander |              |
| 2001      | Never Die Twice                   | Never Die Twice          |                |              |
| 2008      | InAlienable                       | InAlienable              | Dr. Kline      |              |
| 2009      | Dead Air                          | Dead Air                 | Lucy           |              |